# Jondal
Jondal är en tätort i Ullensvangs kommun i Vestland fylke i västra Norge. Orten ligger på södra sidan av Hardangerfjorden, där fylkesväg 550 möter fylkesväg 49. Den utgjorde tidigare centralort i dåvarande Jondals kommun i Hordaland fylke.